# مسلسل کرد
مسلسل کُرد (Kord-12.7 mm) نوعی مسلسل سنگین است که به سفارش ارتش روسیه در ۱۹۹۰ طراحی و در سال ۱۹۹۸ جایگزین مسلسل ان‌اس‌وی شد.
کاربرد و مأموریت این سلاح علیه تجمعات نیروهای دشمن و اهداف هوایی که در ارتفاع پایین پرواز می‌کنند و همچنین شناورهای دریایی است.

## مشخصات
- کالیبر: ۱۲٫۷×۱۰۸ میلی‌متر
- طول لوله اسلحه: ۱۹۸۰ میلی‌متر
- وزن اسلحه :۲۵٫۵ کیلوگرم (۱۶ کیلوگرم بدنهٔ اسلحه و ۷ کیلوگرم سه‌پایه)
  - طول اسلحه ۱٬۷۶۴: میلی‌متر (در حالت قنداق تاشو ۱٬۱۵۴ میلی‌متر)
- ظرفیت نوار فشنگ: ۵۰-۷۰ عدد گلوله
- نواخت شلیک گلوله در دقیقه: ۶۵۰–۶۷۰ گلوله
  - سرعت اولیهٔ گلوله: ۸۶۰ متر بر ثانیه
  - برد مؤثر: ۲۰۰۰ متر